# Alois Skotnica
Alois Skotnica (4. listopadu 1902 – ???) byl český a československý, politik Komunistické strany Československa a poúnorový poslanec Národního shromáždění ČSR.

## Biografie
Za druhé světové války se účastnil na domácím odboji. V roce 1946 i roku 1948 se uváděl jako pekařský mistr a předseda ONV, Bílovec. Byl činovníkem Svazu českých živnostníků, v němž působil jako jeho místopředseda za řemeslníky.
Ve volbách roku 1948 byl zvolen do Národního shromáždění za KSČ ve volebním kraji Opava. V parlamentu zasedal do července 1951, kdy rezignoval a nahradil ho Josef Kadura.